# فيلانيوفا دي لا سيرينا

علم البلدية

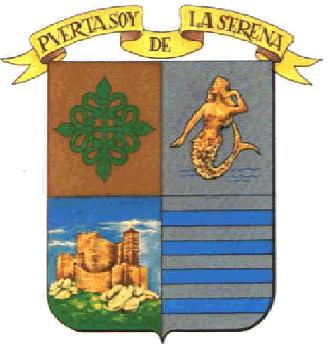
شعار البلدية

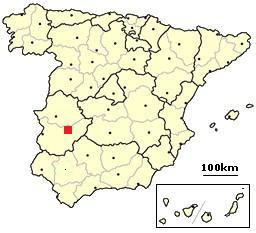
موقع البلدية

بلدية فيلانيوفا دي لا سيرينا (بالإسبانية: Villanueva de la Serena)‏, هي إحدى بلديات مقاطعة بطليوس, التي تقع في منطقة إكستريمادورا, والتي تقع في غرب إسبانيا.
يبلغ عدد سكانها 25,484 نسمة وفقاً لإحصائية سنة (2007). بينما تبلغ مساحتها 152 كم{\displaystyle 2}. وبذلك تكون الكثافة السكانية نسمة/كم2. تقع المدينة على ارتفاع 280 م عن سطح البحر.

## أعلام
- بيدرو دي فالديفيا
- خوسيه كالديرون
- روبرتو مارينا

## وصلات خارجية
- (بالإسبانية)